# Skaly Volynova
Die Skaly Volynova (englische Transkription von russisch Скалы Волынова Skaly Wolynowa, deutsch ‚Wolynow-Felsen‘) sind eine Gruppe von Felsvorsprüngen in der antarktischen Ross Dependency. Sie ragen östlich des Mount Willis im südlichen Teil der Conway Range auf.
Russische Wissenschaftler benannten sie. Der Namensgeber ist nicht überliefert.